# تسوکه‌مونو

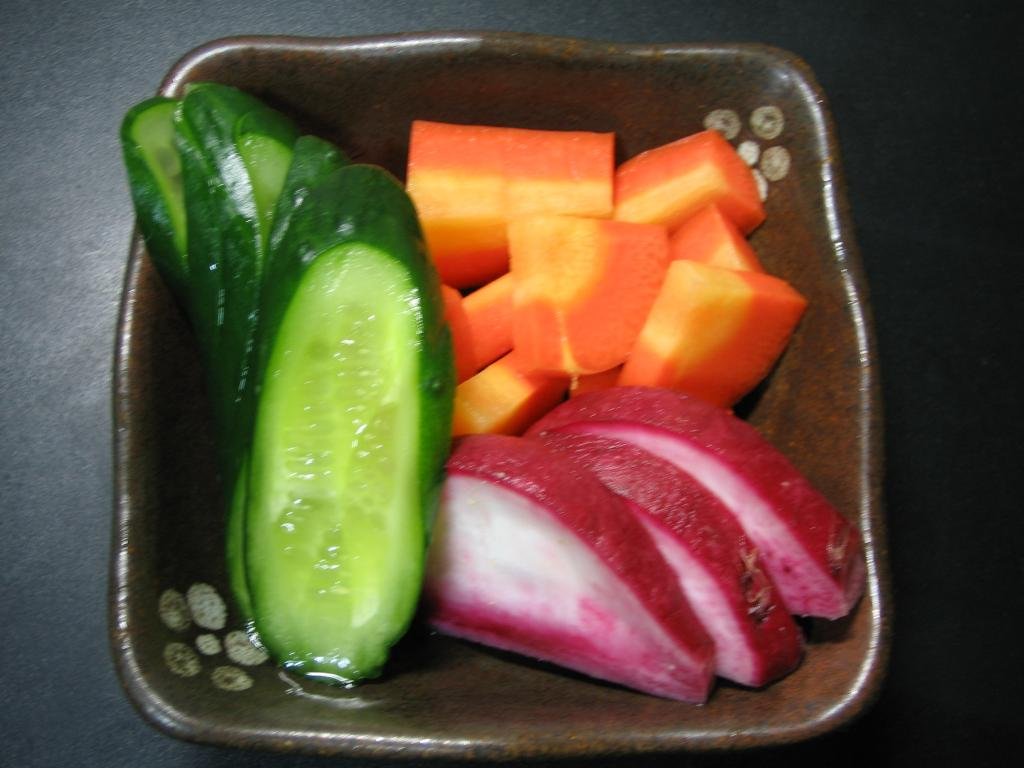
یک نوع تسوکه‌مونو.

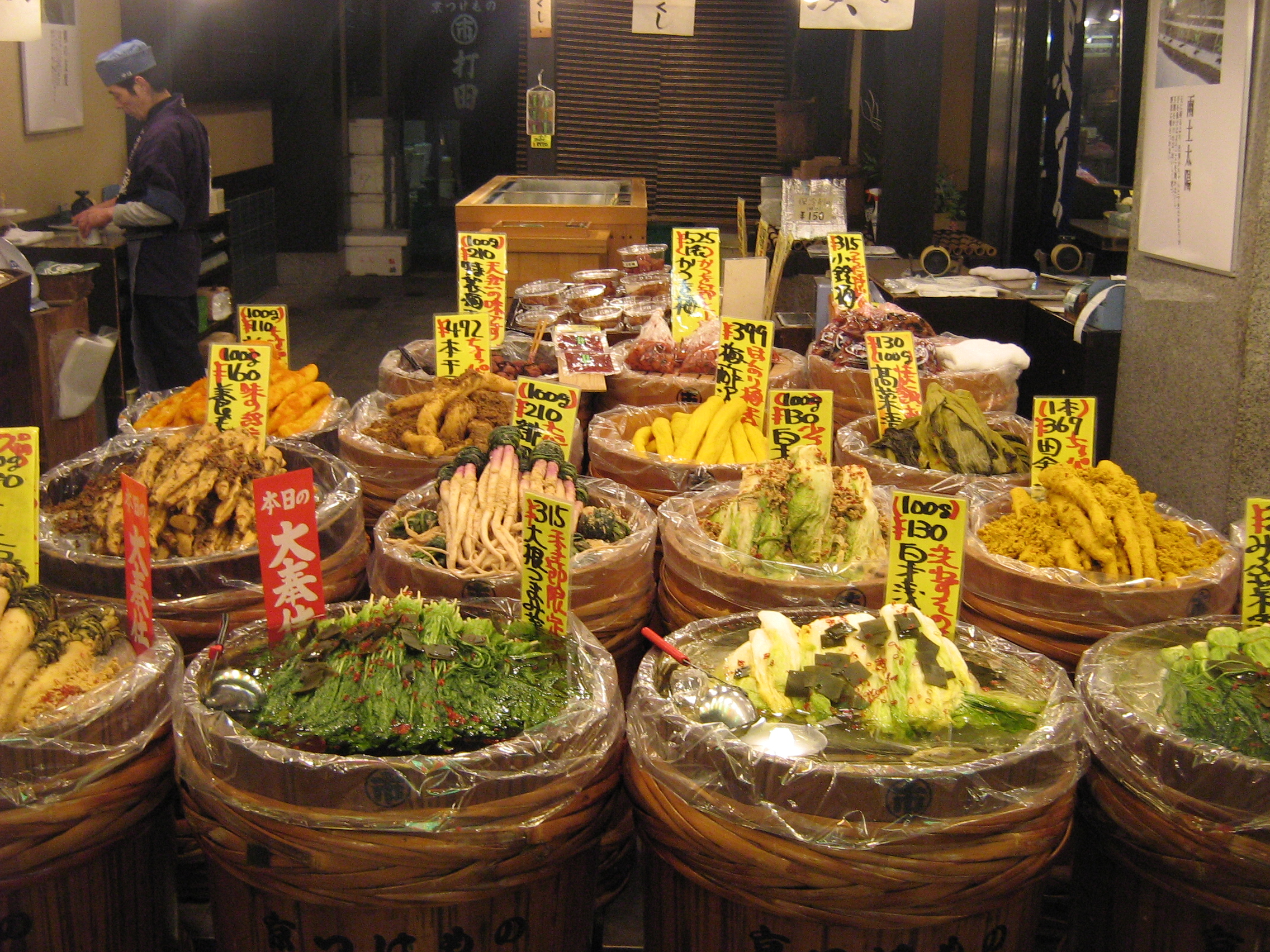
یک مغازه فروش تسوکه‌مونو در کیوتو.

تسوکه‌مونو (به ژاپنی: 漬物 つけもの Tsukemono) به‌طورکلی به انواع ترشیجات و شورها در آشپزی ژاپنی گفته می‌شود. در تهیهٔ تسوکه‌مونو، انواع مختلف موادغذایی و موادی مانند نمک، سرکه، برن، سس سویا، ساکه‌کاسو، یوشی که خاصیت بالا برندن فشار اسمزی و کاهش پ‌هاش را دارند یا خاصیت مسدود کردن ورود هوا به موادغذایی را دارا هستند، به همراه یکدیگر بکار می‌روند. تبدیل موادغذایی به تسوکه‌مونو یکی از روش‌های نگهداری غذا به‌شمار می‌رود. بسته به نوع تسوکه‌مونو عمل تخمیر با اسید لاکتیک صورت گرفته و منجر به ذخیره‌سازی و ثبات طعم و مزه موادغذایی می‌شود. در اثر عمل تخمیر صاعد شدن بوی مخصوص از تسوکه‌مونو بسیار شایع است و به زبان ژاپنی مواد معطر هم خوانده می‌شوند. از انواع معروف تسوکه‌مونو می‌توان به اومه‌بوشی در ژاپن و کیمچی غذای سنتی کشور کره و زا سای (Zha cai) از کشور چین نام برد.